# Orienteringsskytte
Orienteringsskytte, tidigare under benämningen Fälttävlan (ej förknippas med ridsporten Fälttävlan), är en civil mångkampsidrott och  har sitt ursprung ur den militära idrotten. Sedan 2002 tillhör orienteringsskytte det Svenska mångkampsförbundet hos riksidrottsförbundet. Orienteringsskytte utövas främst inom Norden samt i ett fåtal länder i övriga Europa.

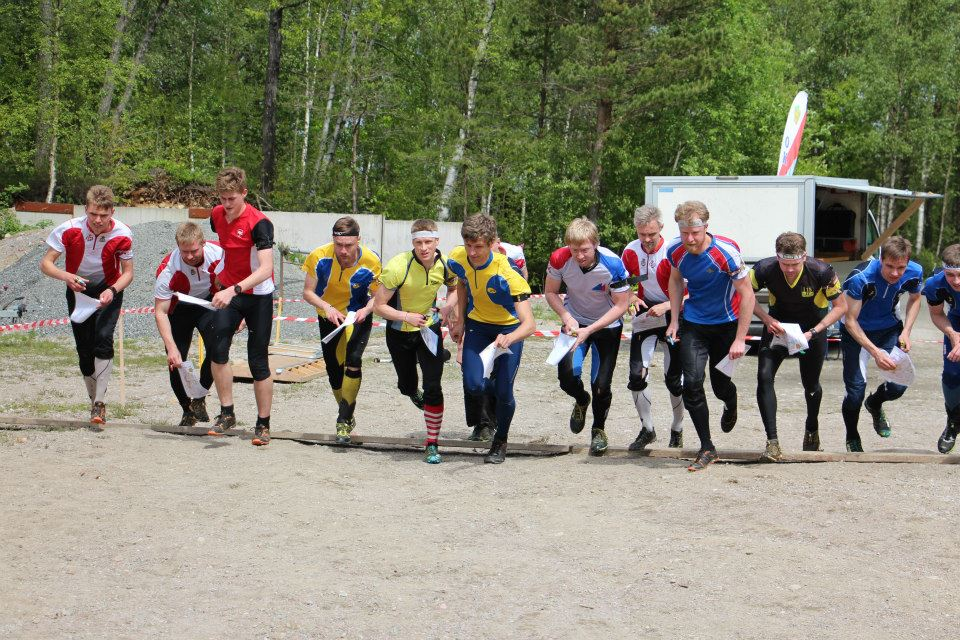
Orienteringsskytte - Masstartssprint

## Grundregler

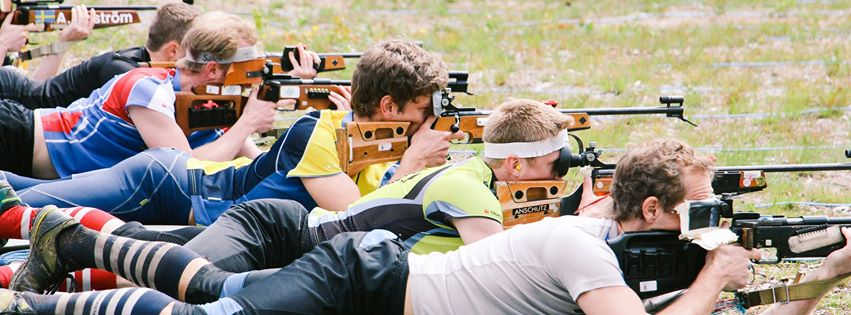
Orienteringsskytte - Skyttemomentet

Orienteringsskytte består av delgrenarna skytte och fri orientering, samt i klassisk distans även punktorientering.

### Fri orientering/ klassiskorientering
I detta moment ska deltagaren löpa en orienteringsbana, distansen varierar från tävling till tävling men enligt IBOF:s ska arrangören anpassa banorna efter en beräknad löptid vilket beror på vilken gren som utförs. Den beräknad löptiden är könsneutral vilket innebär att löpdistansen varierar men samma tävlingstid mellan vinnaren av dam- respektive herrklassen är något arrangören ska eftersträva.

### Skjutmomentet
Skjutmomentet som genomförs går till så att man skjuter med skidskyttevapen (.22 long) på självmarkerande mål enligt samma principer som i skidskytte. Varje miss ger ett straff antingen i form av straffrunda eller tidstillägg. Beträffande avstånd till måltavla, storlekar av träffpunkter så används samma regler som vid skidskytte, (50 m från skjutmatta till måltavlan, träffpunkten utgörs av en cirkel med diametern 4,5 cm i liggande och 11,5 cm i stående).  För att inte skada sig själva eller vapnet så är det förbjudet att springa med vapnet i sele i skogen, istället ska vapnet stå uppställt på skjutvallen och används enbart i skjutmomentet.

### Punktorientering
Punktorienteringen genomförs efter en snitslad bana och är cirka tre km lång. I startögonblicket erhålls en karta med endast starten inritad. Utefter banan finns det punkter (terrängföremål) vars läge man skall ange på sin karta med ett nålstick. Normalt ska det finnas tio punkter (fem punkter i banan och fem punkter utom banan). För varje millimeter fel får man en minuts tidstillägg.

## Grenar

### Klassisk distans[1]
Den klassiska distansen bestå av delmomenten fri orientering, punktorientering och skytte. Deltagaren inleder distansen med punktorientering för att sedan övergå i fri orientering. Efter att orienteringsmomenten är avklarade övergår deltagaren i skyttemomentet, först tio skott liggande som följs av en löprunda och avslutar sedan med tio skott stående. Distansen i den fria orienteringen skall ta mellan 45 och 60 minuter för vinnaren och för varje missat skott straffas deltagaren med två minuter i tidstillägg. Vinner gör den med kortaste totaltid.

### Sprint[1]
Orientering – fem liggskott (ev straffrundor) - orientering – fem ståskott (ev straffrundor). Orienteringsmomentet skall ta cirka 18 minuter och straffrundorna skall vara 30-45 sekunder.

### Masstart[1]
Som sprint fast med gemensam start och tre till fyra orienteringsslingor och fyra skjutstationer. Orienteringsmomentet skall ta cirka 80 minuter och straffrundorna är 45-60 sekunder.

### Stafett[1]
Genomförs med två- eller tremannalag där varje löpare springer enligt samma princip som i sprint fast med längre banor och tre extra reservskott per skjutstation. Straffrundorna skall vara 60-90 sekunder.
|          | 2017         | 2018        | 2019                       | 2020     | 2021          | 2022             | 2023             |
| -------- | ------------ | ----------- | -------------------------- | -------- | ------------- | ---------------- | ---------------- |
| Klassisk | Johan Eklöv  | Johan Eklöv | Martin Jansson/Mikko Hölsö | Inställt | Gustav Hindér | Johan Ek-Larsson | Johan Ek-Larsson |
| Sprint   | Antti Iivari | Johan Eklöv | Antii Iivari               | Inställt | Gustav Hindér | Johan Ek-Larsson | Johan Ek-Larsson |
| Stafett  | Finland      | Sverige     | Finland                    | Inställt | Sverige       | Finland          | Sverige          |

| Distans  | 2017           | 2018           | 2019           | 2020     | 2021           | 2022            | 2023                  |
| -------- | -------------- | -------------- | -------------- | -------- | -------------- | --------------- | --------------------- |
| Klassisk | Karin Stenback | Lisa Andersson | Karin Stenback | Inställt | Karin Stenback | Karin Stenback  | Nina Germann Najbjerg |
| Sprint   | Nella Keskinen | Jana Benešová  | Jana Benešová  | Inställt | Jana Benešová  | Satu Rautiainen | Olga Balabanova       |
| Stafett  | Sverige        | Danmark        | Finland        | Inställt | Finland        | Finland         | Finland               |

## Aktiva föreningar i Sverige
Lista över Svenska föreningar som är aktiva inom orienteringsskytte:
- Alfta-Ösa OK
- Attunda OK
- Bredaryds SOK
- Dalregementets IF
- Eksjö Garnisons IF
- FK Göingarna
- FK Herkules
- Göteborg-Majorna OK
- Halmstad Garnisons IF
- Halmstad OK
- I 2 IF
- I 15 IF
- I 19 IF
- IF Marin Väst
- Kungälvs OK
- OK Gipen
- OK Klemmingen
- OK Kullingshof
- OK Landehof
- OK Vivill
- OK Österåker
- Oskarströms OK
- P 4 IF
- P 7 SKIF
- P 10 IF
- Ronneby OK
- SOK 68
- Tormestorps IF
- Tumba-Mälarhöjdens OK
- Täby OK
- Vallentuna-Össeby OL
- Väsby OK
- Östra Malmby FK

### Fotnoter
1. 1 2 3 4 5  ”IBOF regelverk”. Arkiverad från originalet den 22 december 2017. https://web.archive.org/web/20171222051833/http://www.biathlonorienteering.se/IBOFrules2010.pdf. Läst 21 december 2017.
2. 1 2  ”WBOC 2018” (på danska). Biathlon Orientering, Danmark. Arkiverad från originalet den 9 februari 2021. https://web.archive.org/web/20210209084631/http://biathlon.dk/index.php/gb. Läst 11 februari 2021.
3. 1 2  ”MM-kilpailut 2019” (på finska). Suomen Sotilasurheiluliitto ry. Arkiverad från originalet den 8 januari 2024. https://web.archive.org/web/20240108200354/https://www.sotilasurheilu.fi/ampumasuunnistus/mm-kilpailut/mm-kilpailut_2019. Läst 11 februari 2021.
4. 1 2  ”World Orienteering Biathlon Championship”. WBOC 2021 | Czech republic, Jilemnice. https://wboc2021.ok-jilemnice.cz/. Läst 17 augusti 2022.
5. 1 2  ”Deutscher Verband für Biathlon Orientierungslauf - WBOC 2022” (på tyska). www.biathlon-ol.de. Arkiverad från originalet den 2 december 2022. https://web.archive.org/web/20221202083434/https://www.biathlon-ol.de/seite/537698/www.biathlon-ol.de/seite/537698/wboc-2022.html. Läst 17 augusti 2022.
6. 1 2  ”WBOC 2023 Results”. https://eventor.orientering.se/Documents/Event/93394/4/Results. Läst 15 juli 2024.
7. 1 2  ”WBOC 2023 Sprint Results”. https://eventor.orientering.se/Documents/Event/93409/1/Results. Läst 15 juli 2024.
8. 1 2  ”WBOC 2023 Relay Results”. https://eventor.orientering.se/Documents/Event/93432/1/Results. Läst 15 juli 2024.